# Ходари
Хода́ри (рос. Ходары, чув. Хутар) — село у складі Шумерлинського району Чувашії, Росія. Адміністративний центр Ходарського сільського поселення.
Населення — 578 осіб (2010; 638 у 2002).
Національний склад:
- чуваші — 95 %